# جوناثان هيوز
جوناثان هيوز (30 يونيو 1981 - ) (بالإنجليزية: Jonathan Hughes)‏ هو لاعب كريكت بريطاني.